# Cladophantis
Cladophantis é um gênero de traça pertencente à família Agonoxenidae.